# Hiersac
Hiersac és un municipi francès situat al departament del Charente i a la regió de la Nova Aquitània. L'any 2007 tenia 1.074 habitants.

## Demografia

### Població
El 2007 la població de fet de Hiersac era de 1.074 persones. Hi havia 442 famílies de les quals 116 eren unipersonals (60 homes vivint sols i 56 dones vivint soles), 159 parelles sense fills, 131 parelles amb fills i 36 famílies monoparentals amb fills.
La població ha evolucionat segons el següent gràfic:
Habitants censats

### Habitatges
El 2007 hi havia 486 habitatges, 450 eren l'habitatge principal de la família, 5 eren segones residències i 31 estaven desocupats. 443 eren cases i 44 eren apartaments. Dels 450 habitatges principals, 301 estaven ocupats pels seus propietaris, 131 estaven llogats i ocupats pels llogaters i 19 estaven cedits a títol gratuït; 4 tenien una cambra, 23 en tenien dues, 70 en tenien tres, 132 en tenien quatre i 221 en tenien cinc o més. 330 habitatges disposaven pel capbaix d'una plaça de pàrquing. A 205 habitatges hi havia un automòbil i a 210 n'hi havia dos o més.

### Piràmide de població
La piràmide de població per edats i sexe el 2009 era:
| Homes | Edats   | Dones |
| ----- | ------- | ----- |
| 0     | 95 o +  | 4     |
| 0     | 90 a 94 | 4     |
| 4     | 85 a 89 | 32    |
| 12    | 80 a 84 | 16    |
| 16    | 75 a 79 | 36    |
| 16    | 70 a 74 | 16    |
| 4     | 65 a 69 | 16    |
| 40    | 60 a 64 | 24    |
| 40    | 55 a 59 | 44    |
| 32    | 50 a 54 | 36    |
| 32    | 45 a 49 | 24    |
| 56    | 40 a 44 | 36    |
| 28    | 35 a 39 | 20    |
| 24    | 30 a 34 | 36    |
| 44    | 25 a 29 | 56    |
| 52    | 20 a 24 | 24    |
| 44    | 15 a 19 | 8     |
| 24    | 10 a 14 | 32    |
| 24    | 5 a 9   | 24    |
| 8     | 0 a 4   | 28    |

## Economia
El 2007 la població en edat de treballar era de 698 persones, 523 eren actives i 175 eren inactives. De les 523 persones actives 483 estaven ocupades (248 homes i 235 dones) i 40 estaven aturades (17 homes i 23 dones). De les 175 persones inactives 74 estaven jubilades, 51 estaven estudiant i 50 estaven classificades com a «altres inactius».

### Ingressos
El 2009 a Hiersac hi havia 445 unitats fiscals que integraven 1.059 persones, la mediana anual d'ingressos fiscals per persona era de 17.729 €.

### Activitats econòmiques
Dels 60 establiments que hi havia el 2007, 1 era d'una empresa extractiva, 4 d'empreses alimentàries, 3 d'empreses de fabricació d'altres productes industrials, 6 d'empreses de construcció, 15 d'empreses de comerç i reparació d'automòbils, 4 d'empreses de transport, 2 d'empreses d'hostatgeria i restauració, 2 d'empreses financeres, 4 d'empreses immobiliàries, 6 d'empreses de serveis, 9 d'entitats de l'administració pública i 4 d'empreses classificades com a «altres activitats de serveis».
Dels 19 establiments de servei als particulars que hi havia el 2009, 1 era una oficina d'administració d'Hisenda pública, 1 gendarmeria, 1 oficina de correu, 1 una oficina bancària, 3 tallers de reparació d'automòbils i de material agrícola, 2 paletes, 1 lampisteria, 1 electricista, 1 empresa de construcció, 3 perruqueries, 1 veterinari, 2 agències immobiliàries i 1 saló de bellesa.
Dels 8 establiments comercials que hi havia el 2009, 1 era una botiga de menys de 120 m², 2 fleques, 2 carnisseries, 1 una llibreria, 1 una botiga de roba i 1 una botiga d'equipament de la llar.
L'any 2000 a Hiersac hi havia 23 explotacions agrícoles que ocupaven un total de 900 hectàrees.

## Equipaments sanitaris i escolars
El 2009 hi havia 1 farmàcia i 1 ambulància.
El 2009 hi havia una escola elemental.

## Poblacions més properes
El següent diagrama mostra les poblacions més properes.